# Katie Vincent
Katie Vincent (Mississauga, 12 de março de 1996) é uma canoísta canadense, medalhista olímpica.

## Carreira
Vincent conquistou a medalha de bronze nos Jogos Olímpicos de Verão de 2020 em Tóquio na prova de C-2 500 m feminino, ao lado de Laurence Vincent Lapointe, com o tempo de 1:59.041 minuto. Três anos depois, nos Jogos Olímpicos de Verão de 2024 em Paris, voltou a conseguir o bronze na mesma prova, agora ao lado de Sloan MacKenzie, com o tempo de 1:54.36.
Além disso, também nos Jogos de 2024, consagrou-se campeã olímpica na prova C-1 200 m feminino, quando quebrou o recorde mundial com o tempo de 44.12 segundos.